# FMV
FMV là hoạt động của người hâm mộ ở khắp fandom bằng việc cắt ghép video chủ đề yêu thích và lồng nhạc vào thành video ca nhạc nhằm mục đích giải trí, kết nối những người hâm mộ chung sở thích khác. Chủ đề có thể tập trung vào một nhân vật duy nhất, một cặp đôi lãng mạn đẩy thuyền hoặc là để tóm tắt, phân tích nội tâm diễn biến bộ phim hâm mộ nào đó. FMV thường được chia sẻ rộng rãi lên một hay nhiều trang mạng xã hội và phổ biến nhất chính là trên YouTube. Những người tham gia tạo FMV được gọi là "vidder" hoặc "editor", "translator" (người dịch FMV có sẵn từ ngôn ngữ gốc sang ngôn ngữ của họ). Các sản phẩm FMV còn có thuật ngữ khác như "fan MV", "fan-made MV", "fanvideo", "songvid",...
Hoạt động làm FMV diễn ra trong khuôn khổ giữa những người hâm mộ với nhau. Những video do fan sáng tạo thường được nhiều người theo dõi và khen ngợi bởi vì họ có chung sở thích và cảm thông với tác phẩm hâm mộ. Riêng FMV về anime sẽ được gọi là AMV (viết tắt của Anime music video).

## Phân loại
FMV cũng sử dụng các loại thuật ngữ trong fandom để người xem cân nhắc video đó, giống như fanfiction. Thông thường được phân loại theo tiêu chí:
- Cặp đôi: Phần lớn là dị tính nam nữ. Những video được gắn mác "nam x nam", "slash" tức có nghĩa là FMV đó là đề tài hai nhân vật nam được đẩy thuyền cùng giới tính, ngược lại với nữ là "nữ x nữ", "femslash".
- Đối tượng khán giả: "General" dành cho khán giả chung, "Explicit, 18+" là các FMV có cảnh nóng.
- Độ dài: Các FMV ngắn sẽ được chú thích là "Short FMV", tức là video đó không lấy toàn bộ bài nhạc mà chỉ chọn những đoạn nổi bật của ca khúc và lồng ghép vào tác phẩm hâm mộ.
- Cảnh báo bên lề: Nhân vật qua đời, cưỡng chế tình yêu,...

## Nội dung
FMV đa phần đều dựa vào những tác phẩm có sẵn như phim truyền hình, phim chiếu rạp hoặc những video về cuộc phỏng vấn thực tế,... miễn là có chứa những nhân vật hay đối tượng mà người hâm mộ yêu mến. Các nhà sáng tạo FMV sẽ cắt ghép từng đoạn và tiếp đó, họ sẽ sử dụng một phần hoặc toàn bộ bài hát để lồng ghép vào video, đôi khi họ sẽ thêm thắt lời bài hát và xử lý uyển chuyển sao cho lời bài hát cao trào hay hạ thấp phù hợp với tình tiết của các video cắt ghép. Những video này hoàn toàn không chính thức, tuy nhiên chúng được sử dụng để kể chuyện và minh hoạ tựa như fanfiction.
Đại đa số FMV đều là để đẩy thuyền cặp đôi. Đẩy thuyền tức có nghĩa là fan tưởng tượng một cặp nhân vật mà họ thấy trên bộ phim yêu thích có quan hệ tình cảm lãng mạn với nhau. Những cảnh cặp đôi chẳng hạn như hai người nhìn nhau, nắm tay nhau, cử chỉ tốt bụng ân cần nâng niu và thậm chí cứu mạng giúp đỡ nhau có sẵn trên các bộ phim được các fan hâm mộ cắt ghép triệt để và tổng hợp vào thành FMV nhằm mục đích giải trí, thoả mãn sức tưởng tượng và kể chuyện fanfiction,... Ở phần mô tả, các nhà sáng tạo đôi khi để cảnh báo cho khán giả thưởng thức FMV là các cặp đôi lãng mạn gán ghép đều không hề có thật. Mọi công đoạn lồng ghép đều qua xử lý phần mềm, tinh chỉnh tỉ mỉ và phù hợp (có thể có hoặc không có phụ đề) rồi sau đó đăng tải miễn phí lên mạng xã hội. Tuy nhiên cũng giống như fanfiction, FMV cũng không thể tránh khỏi những thuật ngữ "chiến tranh fan hâm mộ" chẳng hạn như đục thuyền, OTP và NOTP.
Cho đến thời điểm hiện tại, FMV là hoạt động cực kỳ thịnh hành và hàng trăm nghìn người dùng đều tích cực tham gia và bình luận sôi nổi.

## Vấn đề về bản quyền và sử dụng hợp lý
Mặt khác, một nhược điểm chính khi tham gia hoạt động cắt ghép sáng tạo FMV đó chính là vấn đề bản quyền. Gần như toàn bộ nội dung của bộ phim truyền hình, phim chiếu rạp hay là hình ảnh đoạn phỏng vấn đều thuộc quyền sở hữu của người sáng tạo ra những nội dung đó.
Luật bản quyền Hoa Kỳ đều xem như những tác phẩm do người tạo ban đầu tạo ra đều do của họ nắm giữ, tất cả những ai muốn tái sử dụng đều phải xin phép để không bị vi phạm bản quyền. Hậu quả là một số fan hâm mộ nổi giận rằng bản quyền chính là nguyên nhân kìm hãm sự sáng tạo của họ. Một số còn tranh cãi rằng các FMV đều sử dụng với mục đích hợp lý ngoại lệ với bản quyền, bởi vì họ chỉ sử dụng một phần hình ảnh và chỉ mang tính sáng tạo, không hề sinh lợi nhuận.
Những trang web chẳng hạn như YouTube đều nghiêm túc thực hiện theo nguyện vọng của chủ sở hữu đối với nội dung có bản quyền, thực hiện nghiêm ngặt bất chấp hàng nghìn video hâm mộ đã được đăng tải lên đó. Fan hâm mộ sử dụng nền tảng YouTube đôi lúc còn phát hiện video của họ nhận đơn khiếu nại bản quyền và chặn phát video trên toàn thế giới, hay thậm chí là bị xoá vĩnh viễn với thông báo dính một "gậy" vi phạm bản quyền.
Tuy nhiên gần đây, thông qua buổi tường trình của James H. Billington (thủ thư của Quốc hội Hoa Kỳ), sửa đổi luật đề mục 1201, với lưu ý rằng việc vượt qua các giao thức bảo mật cho hình ảnh chuyển động trên DVD sẽ không tuân theo quy chế chống gian lận DMCA. Billington đặc biệt còn cho phép việc sáng tạo "video phi lợi nhuận" là hoàn toàn sử dụng hợp lý, tức có nghĩa là gồm cả FMV.